# St. Michael (Minnesota)
St. Michael é uma cidade localizada no estado americano de Minnesota, no Condado de Wright.

## Demografia
Segundo o censo americano de 2000, a sua população era de 9099 habitantes.

## Geografia
De acordo com o United States Census Bureau tem uma área de
94,3 km², dos quais 84,3 km² cobertos por terra e 10,0 km² cobertos por água.

## Localidades na vizinhança
O diagrama seguinte representa as localidades num raio de 16 km ao redor de St. Michael.